# Разговор вслух с самим собой
Разговор вслух с самим собой — психологическое состояние, при котором человек разговаривает с самим собой вслух, в том числе в присутствии других людей. Связан с психологическим процессом непрерывного внутреннего общения человека с самим собой. Разговор вслух с самим собой играет позитивную роль в развитии личности. Частью людей воспринимается как психическое расстройство, хотя разговор с самим собой далеко не всегда является признаком психических нарушений.

## Разговор с самим собой как признак психического расстройства
Разговор человека вслух с самим собой может являться косвенным признаком наличия расстройств восприятия (галлюцинаций), и, соответственно, может свидетельствовать о наличии психотического расстройства.
При наличии вербальных или сложных галлюцинаций, человек, с виду разговаривающий вслух с самим собой, может разговаривать на деле с галлюцинаторными собеседниками. Разговоры с невидимыми собеседниками встречаются при шизофрении, шизоаффективном расстройстве, алкогольном делирии и других психических расстройствах.

## Когнитивное значение разговоров вслух с самим собой
Учёные Бангалорского университета Мэри-Беффа Палома и Александр Киркгейм провели исследование, в ходе которого установили, что проговаривание задач вслух улучшает контроль за их исполнением. На этом основании Мэри-Беффа Палома пришла к выводу, что разговор вслух с самим собой может быть признаком высокой когнитивной деятельности. Она указала на то, что многие спортсмены разговаривают с собой во время тренировок и это помогает им сосредоточиться.
Профессор университета Висконсина Гарри Лупян пришёл к выводу, что проговаривание вслух названия предмета позволяет индивиду найти его быстрее среди других предметов, чем тем индивидам, которые не проговаривали вслух название предмета.

## Известные люди, разговаривавшие вслух с самими собой
- Людвиг Эрхард
- Адам Смит также имел привычку говорить с самим собой, из-за чего одна торговка приняла его за сумасшедшего[4].
- Александр Вертинский писал жене в 1956 году, что громко говорил с собой и отметил: «Я часто говорю сам с собой — я почти всегда один»[5].